# Історія Жашкова
Основна стаття: Жашків

## Перші роки
Перша згадка про Жашків виявлена в документах початку XVII століття, проте сліди давніх поселень відносяться до мідно-бронзової доби. Городище, яке нині входить до складу села і виникло набагато раніше, було укріплене захисними валами, мало понад десятка церков. Коли Городище зруйнували татари, на правому березі річки Торч виникло інше поселення, назва якого походить від власного імені Жашків.
Жашків, містечко на правій стороні струмка Торч, по лівій стороні якого лежить село Голодище з залишками давніх валів. Цікаво, що в глибокій давнині нинішнє Городище було містом, а Жашків був його передмістям, а тепер навпаки. Населення в Жашкові станом на 1874 р.: християн православних 1533, римських католиків 52, євреїв 556. В Жашкові не залишилось жодних залишків давнини, окрім тої згадки, яка збереглась поміж населенням, що Жашків називався колись Рашковом. Городище, за словами жителів, було грецьким містом, яке мало 12 церков. Це місто було зруйноване Татарами.
Колись у Брацлавському воєводстві існував рід Жашківських, що володів тут великими маєтностями. Дослідники вважають, що, можливо, від цього прізвища і пішла назва села, а може, якийсь мандрівник на ймення Жашко оселився тут, і від його імені й стало називатися це поселення — Жашків. (джерело невідоме)
Село Жашків офіційно зазначене 16 жовтня (за старим стилем) 1636 року — повідомлення про те, що при впаданні річки Козина Рудка в річку Рава Жашківська, вище Скибин Греблі закладено городище. Також назва «Жашків» зустрічається на карті Гійома Лавассера Де Боплана. У той час він належав до тетіївських володінь князів Острозьких. 
Мешканці Жашкова брали участь у визвільній війні 1648 — 1654 років. Після визволення Жашків у 1649 році увійшов до складу Уманського полку. 3 лютого 1655 року із Жашкова була відправлена депеша королю Речі Посполитої про Дрижипільську битву.
Відповідно до Андрусівської угоди 1667 року Жашків залишався у складі Польщі. Його мешканці платили податок — подимне й млинове з 31 двору. Після Прутського миру 1711 року значна частина жителів Жашкова, як і всього Правобережжя російськими військами примусово була переселена на лівий берег Дніпра.
У травні 1775 року гайсинський староста повідомляв великому коронному канцлеру, що в багатьох місцях, у тому числі навколо Жашкова, почастішали напади селян на шляхетські садиби. Особливо широкого розмаху набули дії гайдамацьких загонів у 1736 — 1737 роках. Після здобуття Таращі, Умані та інших міст у 1738 році повстанці оволоділи Жашковом.  
У другій подовині XVIII століття Жашків поступово зростав. Якщо 1741 року тут було 20 дворів, а в 1750 — 40, то з 1783 року їх стало 120. В них жили 828 чоловік.

## В Російській імперії
З кінця XVIII століття перейшов до Росії. В 1835 році в місті була спалена місцева гуральня. У повідомленні з Жашківської економії відзначалося, що пожежа «сталася від підпалу ким-небудь з тамтешніх селян, які, очевидно, не хотіли відробляти панщини, належної до того заводу». 
У 1840 році Жашків віднесений до розряду містечок , а 1866 р. — центр Жашківської волості Таращанського повіту. Після смерті магната І. Тарновецького в 1852 році Жашків було розділено на дві частини між його сестрами.  Цей поділ закріпився на довгі роки.
З 1860 році у Жашкові працює цукровий завод, обладнаний 6 пресами і паровим котлом. На ньому працювало 350 робітників, в тому числі 260 вільнонайманих.  На початку XX століття на заводі працювало 896 робітників. У містечку на той час був пивзавод, 28 ремісників, 24 крамниці. Місцевий ярмарок славився кінською торгівлею, де можна зустріти ліверантів з різних губерній Росії.
В 1862 році у місті відкрито народне училище, де в 1867 році навчалося 36 учнів. На початку 1900 року в Жашкові було 726 дворів і 5,5 тисяч жителів. Це вдвоє більше ніж у 1873 році. Населення в основному займалося землеробством і торгівлею. З 3 468 десятин всієї землі 1 673 належало двом поміщикам, 1 708 — селянам, решта — церкві. Багато жителів містечка працювали на цукровому заводі, кількох маслоробнях, двох водяних та чотирьох вітряних млинах. 
В 1908—1909 роках в Жашківській волості 30 хутірських господарств володіли 30—40 десятин кожне, тоді, як 41 сім'я в Жашкові зовсім не мала землі. За переписом 1912 року, коні були лише в 34, а велика рогата худоба в 50 господарствах містечка.  Медичне обслуговування населення здійснювали лікар і фельдшер. При цукроварні діяла лікарня на 10 ліжок, працювала аптека. З 1912 року в місті почалися заняття в однокласній школі та двокласному сільському училищі. Бібліотека мала 616 книг, з них 53 українською мовою.

## Українська Народна Республіка
1917 р. Жашків увійшов до складу новоствореної Української Народної Республіки (УНР).
8.06.1918 партизанський загін з Жашкова прибув до недалекої Стрижавки для участі у повстанні проти гетьманської влади та німецьких окупантів .
З 1922 року Жашків входить до складу СРСР.

## Радянська влада
У лютому 1918 року встановлено радянську владу. Перший волосний ревком очолив І. П. Станецький.
3 лютого 1921 року до Жашкова для охорони цукрового заводу прибув 17-й полк 17-ї кавдивізії, якою командував Г. І. Котовський.
В кінці 1922 року Жашків віднесено до Уманського повіту, а з квітня наступного року він став центром новоутвореного Жашківського району Уманського округу.
У 1923 році в Жашкові діяли 24 дрібні промислові підприємства (кузні, млини, крупорушки, салотопні тощо), на яких працювали 50 чоловік.
Початком жовтня 1925 року завершено відбудову Жашківського цукрозаводу, що не діяв 7 років. На заводі працювало 430 робітників.
На кінець 1926 року в містечку було 1 263 двори з 5 030 жителями.
1930 році — створено перший колгосп ім. Г. І. Петровського, через рік — МТС і виділено ділянку під аеродром.
У Жашківській семирічній зразковій школі в 1932 році навчався 501 учень. Тут працювало 16 вчителів. Школа мала договір з МТС про запровадження політехнічного навчання. У 1934 році відкрили середню школу, яка у 1938 році розмістилася у новозбудованому двоповерховому приміщенні.
В 1936 році на базі колгоспу ім. Г. І. Петровського створено два господарства — ім. Г. І. Петровського та ім. М. І. Калініна.
Станом на 1939 рік у місті проживало 6 014 чоловік.
Напередодні Радянсько-німецької війни в Жашкові діяли будинок культури, бібліотека, радіовузол.
19 липня 1941 року Жашків був окупований німецькими військами.
У грудні 1942 року в містечку розстріляно близько 130 чоловік мирного населення.
6 січня 1944 року місто було відвойоване воїнами 1-го Українського фронту.
Вже в 1946 році в місті запрацювала середня школа, семирічка і початкова школи, бібліотека. В 1948 році в місті відбудовано цукровий завод.
В 1950 році жашківські артілі ім. Г. І. Петровського та ім. М. І. Калініна об'єдналися в колгосп ім. Щорса.
У 1956 році Жашків об'єднано з селом Городище і віднесено до міст районного підпорядкування. З цього часу на території Жашкова розмістилися дві центральні садиби колгоспів — ім. Щорса та ім. В. І. Леніна, за якими було закріплено 4 426 га сільськогосподарських угідь, у тому числі 4 162 га орної землі.
В 1965 році завершено будівництво заводу сухого молока і масла.
Станом на 1972 рік у місті проживало 13,7 тисяч чоловік, працювали 2 середніх і 3 восьмирічних школи де навчалося 2 400 учнів, середня школа робітничої молоді, музична школа, будинок піонерів, будинок культури, кінотеатр.